# ポータルサイト
ポータルサイト（英: portal site）は、World Wide Webにアクセスするときの入口となるウェブサイトである。ウェブ閲覧者はポータルサイトを起点としてウェブの探索を行うことになる。代表的なポータルサイトとしてGoogle、Microsoft Bing、MSN、Yahoo!、AOLが存在する。

## 概要
元々ポータルとは、門や入口を表し、特に大きな建物の門に使われた言葉である。このことから、ウェブにアクセスするために、様々なコンテンツを有する、巨大なサイトをポータルサイトというようになった。
ポータルサイトは、検索エンジン、ウェブディレクトリ、ニュース、オンライン辞書、天気予報、Webメールサービスなどのサービスを提供し、利用者の便宜を図っている。
ポータルサイトのビジネスモデルは、サイトの集客力を生かして広告や有料コンテンツで収入を得ることである。1996年以降のインターネットブームに乗じて、多くのポータルサイトが乱立したが、その後は統廃合が進んだ。初期のポータルサイトは自前で検索エンジンやウェブディレクトリを運用していたが、情報の肥大化に対応しきれずアウトソーシングが多くなった。
特定の地域サービスに特化した地域ポータルサイトや、インターネットサービスプロバイダ（プロバイダ）のサービス情報サイト、育児、環境、文化、音楽、生き方などにテーマを絞ったポータルサイトもある。

### 企業ポータル
近年、ポータルサイトから派生した、企業ポータルが関心を高めている。企業に散らばっている様々なデータや情報を効率的に探したり利用するためにパソコンの画面上にこれら情報やアプリケーションをポートレットとして集約表示する技術がでてきた。画面は利用者の要求によって自由にレイアウトを変更でき、例えば社長用の画面、部長用の画面、営業用の画面、技術者用の画面など、それぞれの職種・役割に応じた最適画面を作れる。代表的なポータル製品としては、IBMの WebSphere Portal やマイクロソフト社の SharePoint などがある。また、代表的なオープンソースソフトウエアとしては、Liferay などがある。

## 日本語の主なポータルサイト
- はてな
- @nifty
- Excite
- goo
- Google
- Microsoft Bing
- Infoseek
- MSN
- Yahoo! JAPAN

## API複合型ポータルサイト
- Xhome
- Rimo

## 統合型メタ検索ポータルサイト
- Ceek.jp

## 非統合型メタ検索ポータルサイト
- 検索デスク
- DuckDuckGo